# Unité urbaine de Villefontaine
L'unité urbaine de Villefontaine est une unité urbaine française centrée sur la commune de Villefontaine, en Isère.

## Données générales
En 2010, selon l'Insee, l'unité urbaine était composée de cinq communes.
En 2020, à la suite d'un nouveau zonage, elle est composée de six communes, le périmètre s'étant étendu à la commune de Four.
En 2022, avec 38 642 habitants, elle représente la 5e unité urbaine du département de l'Isère et occupe le 25e rang dans la région Auvergne-Rhône-Alpes.
En 2020, sa densité de population s'élève à 557 hab/km2. Par sa superficie, elle ne représente que 0,9 % du territoire départemental mais, par sa population, elle regroupe 3 % de la population du département de l'Isère.

## Composition selon le zonage de 2020
Elle est composée des six communes suivantes :
| Nom                          | Code Insee | Département | Statut       | Superficie (km2) | Population (dernière pop. légale) | Densité (hab./km2) | Modifier                                    |
| ---------------------------- | ---------- | ----------- | ------------ | ---------------- | --------------------------------- | ------------------ | ------------------------------------------- |
| Villefontaine (ville-centre) | 38553      | Isère       | ville-centre | 11,63            | 19 018 (2022)                     | 1 635              | modifier les données · modifier les données |
| Four                         | 38172      | Isère       | banlieue     | 11,82            | 1 672 (2022)                      | 141                | modifier les données · modifier les données |
| Grenay                       | 38184      | Isère       | banlieue     | 7,20             | 1 632 (2022)                      | 227                | modifier les données · modifier les données |
| Saint-Quentin-Fallavier      | 38449      | Isère       | banlieue     | 22,83            | 6 182 (2022)                      | 271                | modifier les données · modifier les données |
| Vaulx-Milieu                 | 38530      | Isère       | banlieue     | 9,02             | 2 495 (2022)                      | 277                | modifier les données · modifier les données |
| La Verpillière               | 38537      | Isère       | banlieue     | 6,64             | 7 643 (2022)                      | 1 151              | modifier les données · modifier les données |

## Évolution démographique
| 1968  | 1975   | 1982   | 1990   | 1999   | 2010   | 2015   | 2021   |
| ----- | ------ | ------ | ------ | ------ | ------ | ------ | ------ |
| 6 432 | 10 790 | 22 253 | 30 645 | 33 622 | 35 715 | 37 412 | 38 508 |

#### Données générales
- Unité urbaine
- Aire d'attraction d'une ville
- Liste des unités urbaines de France

#### Données démographiques en rapport avec l'unité urbaine de Villefontaine
- Aire d'attraction de Lyon
- Arrondissement de La Tour-du-Pin

#### Données démographiques en rapport avec l'Isère
- Démographie de l'Isère